# Археолошко налазиште „Чик“
Чик је археолошко налазиште које се налази у Бачком Петровом Селу у општини Бечеј и представља непокретно културно добро за које је надлежан Покрајински завод за заштиту споменика културе Петроварадин.

## Опште информације
Чик се налази у атару Бачког Петровог Села, а археолошким истраживањима која су обављена 1968, 1970 и 1972. године откривена је некропола из доба сеобе народа и датује се на крај 6. и почетак 7. века.
Откривено је 120 гробова ратника и чланова њихових породица са богатим гробним прилозима. Археолошке и антрполошке анализе потврђују да је становништво на овом подручју у првом таласу сеобе народа различитог етничког састава и као такво задржало је производе своје материјалне културе и начин сахрањивања (Сармати и Авари).